# أيدي موهوبة: قصة بن كارسون
أيدي موهوبة: قصة بن كارسون (بالإنجليزية: Gifted Hands: The Ben Carson Story)‏ هو فيلم دراما تم إنتاجه في الولايات المتحدة وصدر في سنة 2009. الفيلم من إخراج توماس كارتر.

## وصلات خارجية
- أيدي موهوبة: قصة بن كارسون على موقع IMDb (الإنجليزية)
- أيدي موهوبة: قصة بن كارسون على موقع روتن توميتوز (الإنجليزية)
- أيدي موهوبة: قصة بن كارسون على موقع نتفليكس (الإنجليزية)
- أيدي موهوبة: قصة بن كارسون على موقع ألو سيني (الفرنسية)
- أيدي موهوبة: قصة بن كارسون على موقع أول موفي (الإنجليزية)
- أيدي موهوبة: قصة بن كارسون على موقع فيلمافينيتي (الإسبانية)
- أيدي موهوبة: قصة بن كارسون على موقع قاعدة بيانات الفيلم (الإنجليزية)
- أيدي موهوبة: قصة بن كارسون على موقع ليتربوكسد (الإنجليزية)
- أيدي موهوبة: قصة بن كارسون على موقع كينوبويسك (الروسية)

1. ↑  Hal Boedeker (1 فبراير 2009). "Let 'Gifted Hands' Move You". أورلاندو سينتينيل [الإنجليزية]. مؤرشف من الأصل في 2016-03-04. {{استشهاد ويب}}: استعمال الخط المائل أو الغليظ غير مسموح: |ناشر= (مساعدة)
2. ↑  Ray Richmond (5 فبراير 2009). "'Gifted Hands: The Ben Carson Story'". هوليوود ريبورتر. مؤرشف من الأصل في 2017-02-02.
3. ↑  John Maynard (6 فبراير 2009). "TV Preview: 'Gifted Hands: The Ben Carson Story'".  واشنطن بوست. مؤرشف من الأصل في 2016-04-08. {{استشهاد ويب}}: استعمال الخط المائل أو الغليظ غير مسموح: |ناشر= (مساعدة)